# CBS (電視網)
CBS（所屬公司實體名為CBS廣播公司）是一家美國商業無線電視網，而其最早是一家廣播聯播網。目前它除了主營一家電視網之外，還運營著一家廣播網，同時在一些大型或中型收視市場里經營著一些電台和電視台。其名稱來自於原名称哥倫比亞廣播公司（Columbia Broadcasting System）。CBS電視網是全球第三大聯播網，僅次於美國廣播公司和巴西環球電視網。由於該電視網標誌的關係，因此CBS電視網有時也會被稱為“眼睛台”；同時它也曾經被稱呼為“蒂芬妮台”，這暗示了在其創始人威廉·佩利任職期間其節目的高水準。其“蒂芬妮台”的含義或許也和CBS第一次播送彩色電視節目是在1950年紐約市的蒂芬妮大廈有關。
CBS電視網最早名叫“獨立廣播聯合體公司”，威廉·佩利在1928年購買該公司之後就將其改名為“哥倫比亞廣播公司”。在佩利的領導下，CBS第一個成為全美最大的廣播聯播網，並且也成為美國三大電視網之一。1974年，哥倫比亞廣播公司放棄了它的全名而使用它的縮寫“CBS公司”。1995年，西屋電氣公司收購了CBS電視網，并最終確定了公司的名稱為“CBS集團”。2000年，CBS電視網成為維亞康姆旗下子公司。2005年年底，維亞康姆集團重新分拆并組建了以CBS電視網為核心的CBS集團。CBS集團被薩莫·雷石東通過全美娛樂公司所控股。2019年底，維亞康姆集團与CBS集團重新合并，CBS電視網则并入合并后的新公司維亞康姆CBS集團。

## 發展歷史

### 電台歲月
CBS電視網的成立可以追溯到1927年1月27日，那時一個來自紐約的經紀人阿瑟·賈德森在芝加哥市組建了CBS的前身“獨立電台聯合體”聯播網。很快羽翼未豐的聯播網亟需投資，而哥倫比亞唱片的母公司哥倫比亞留聲機公司拯救了這個聯播網。因此這個聯播網在1927年4月更名為“哥倫比亞留聲機廣播公司”。哥倫比亞留聲機廣播公司在1927年9月18日進行了第一次播出，當時的節目是由位於新澤西州紐瓦克市的旗艦台WOR聯合15家分台聯合直播了對霍華德巴羅樂團的介紹。
聯播網的運營成本是極高的，尤其是需要支付給美國電報電話公司高昂的線路費用，因此哥倫比亞留聲機公司打算出售這個聯播網。1928年初，賈德森將聯播網出售給聯播網在費城的加盟電台WCAU的業主——以撒和萊昂利維兄弟，以及他們的合伙人傑羅姆·勞辰黑姆。但是他們三人對於聯播網的日常管理並不感興趣，因此他們邀請了費城雪茄家族的繼承人，同時也是利維兄弟女婿的威廉·佩利出任聯播公司的總裁。此時的佩利年方26歲，家境富裕。隨著唱片公司退出了公司，佩利將公司名精簡為“哥倫比亞廣播公司”。威廉·佩利相信電台廣告的作用，他以自家雪茄品牌未來將在年輕族群增加一倍銷量為由說服了家族元老而答應在聯播網投放廣告。1928年9月，佩利買下了傑羅姆手上的股份而一躍成為公司的大股東，控股51%。

#### 轉機

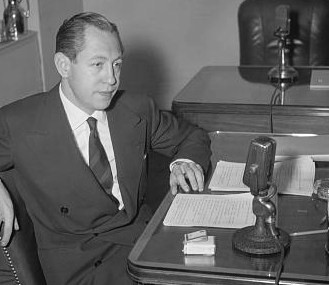
佩利的管理層看到，在他的第一個十年裡，CBS營收超過了20倍。

在傑羅姆出任管理的時期內，哥倫比亞廣播公司以41萬美元的代價向阿爾弗雷德·格雷貝的大西洋廣播公司購買了一家位於布魯克林的廣播站——WABC（和現在美國廣播公司下屬的WABC毫無關聯），并將這家廣播站發展成為聯播網的旗艦台。被收購后的WABC得到了極快地升級，首先是頻率遷移到更加強力的860kHz；其次是其台址也搬遷至位於曼哈頓西57街的斯坦威廳。
2020年7月1日，中华人民共和国外交部宣布，针对美方将4家中国媒体驻美机构增列为“外国使团”，中方对等要求美国联合通讯社、美国国际合众社 、美国哥伦比亚广播公司（CBS）、美国全国公共广播电台4家美国媒体驻华分社向中方申报在中国境内所有工作人员、财务、经营、所拥有不动产信息等书面材料。

## 電視節目
在2013年，CBS為聯播網提供每週固定87.5小時節目安排。電視網為所有的加盟會員台提供每週22小時的黃金時段節目量，加盟台週一至週六的晚八點到晚十一點和週日晚七點到晚十一點播出聯播網節目。
CBS也為加盟會員台提供日間節目，日間節目一般是從工作日上午10點到下午3點，午間會為加盟台空出半小時時段用於播出當地新聞或其他節目。而上午十點和下午三點這兩個小時的節目編排則由加盟台自行決定。CBS的日間節目包括遊戲節目——《價格猜猜看》和《讓我們做個交易吧》；肥皂劇——《不安分的青春》和《勇敢而美麗》；或脫口秀——《談話》。CBS新聞台的節目則包括早間新聞節目《CBS今晨》（週一至週六早七點到早九點播出）；晚間新聞節目《CBS晚間新聞》（其週末版偶爾會因為體育直播超時而縮水）；週日政治談話節目《直面國家》；清晨新聞節目《最新消息》、《CBS晨間新聞》和新聞雜誌類節目《60分鐘》、《CBS週日新聞晨刊》及《48小時》。深夜時段為聯播網配備了《大衛萊曼深夜秀》和《克雷格費格斯午夜秀》。
CBS體育節目則在週末中午到晚七點（美東時間）或上午九點到下午四點（太平洋時區）提供播出。由於體育賽事時間的不可預知性，因此節目時段經常會超時到黃金時間。尤其是在国家橄榄球联盟賽季，CBS經常會一下午播出整個比賽。

### 日間時段
CBS日間時段節目表內長期播送的遊戲節目便是《價格猜猜看》。《價格猜猜看》首播于1972年，是迄今電視網日間時段播出時間最長的遊戲節目。在鮑勃·巴克主持了35年之後，新任主持德魯·凱里與2007年接手該節目。同時CBS還為電視網提供了另一檔遊戲節目《讓我們做個交易吧》，這是由歌手兼喜劇演員韋恩·布魯迪主持。截止2012年，CBS是電視網中唯一還生產日間遊戲節目的電視網。而曾經在CBS播出過的日間遊戲節目中值得注意的有：《匹配遊戲》、《幕後傳奇》、《金字塔》、《強棒出擊》、《鯊魚牌》、《家庭問答》和《財富大轉盤》。同時CBS也提供黃金時段的遊戲節目，例如《搶先完成》、《真心話大測試》和《密碼》。黃金時段的長壽遊戲節目則包括《明星猜猜看》和《我有一個秘密》。
CBS模仿美國廣播公司的節目《大觀點》在2010年10月推出了自己的全新日間談話節目《大談》，該節目的主持人包括陳茱莉、莎拉·吉爾伯特、沙朗·奧斯朋、愛莎·泰勒和雪莉·安德伍德。
截止2013年9月，CBS在每個工作日播出兩個日間肥皂劇，分別是每集一小時的《不安分的青春》和每集半小時《勇敢而美麗》。CBS是美國三大電視網中播出肥皂劇最多的電視網，在1982年至2009年期間，CBS每天播出3.5小時的肥皂劇。在2009年7月，《指路明燈》完結之後，美國廣播公司一度超越CBS成為美國三大電視網播出肥皂劇時間最長的電視網。但是美國廣播公司在2012年1月宣佈不再製作肥皂劇之後，CBS再度成為播放肥皂劇最多的電視網。除了《指路明燈》之外，CBS的日間肥皂劇還包括《地球照樣轉動》、《熱愛生活》、《尋找明天》、《秘密風暴》、《夜的邊緣》和《國會大廈》。

### 兒童節目
1955年到1982年期間，CBS於每週一到週五播出了真人實景節目《袋鼠船長》；后改在週六播出，并持續到1984年。

## 國際放送

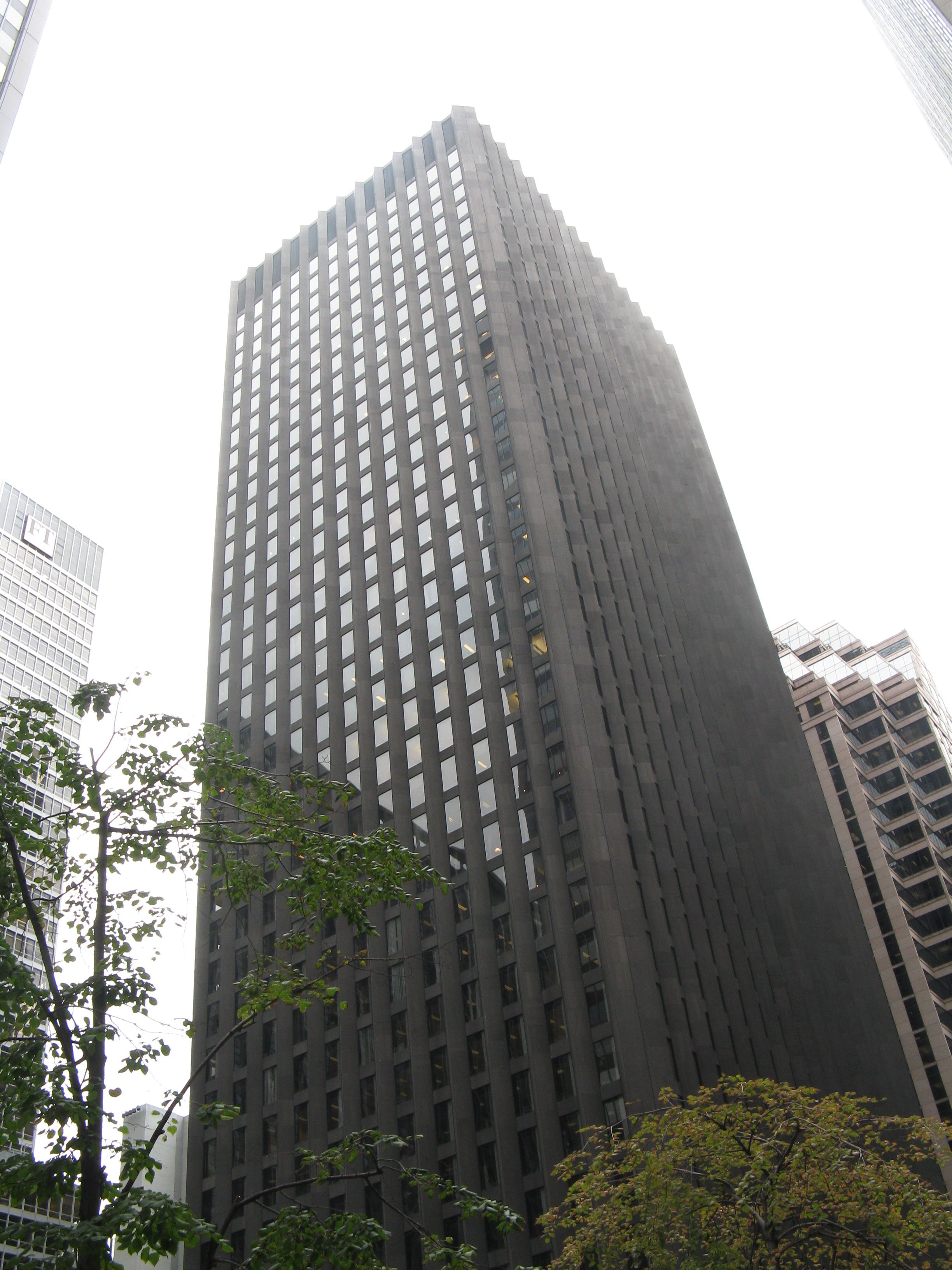
位於紐約市的總部所在地CBS大廈。

CBS的相關節目在美國以外的地方都有播送。例如：CBS新聞台的節目會通過衛星頻道軌道新聞台在歐洲、非洲及中東地區每天播送幾個小時。而《CBS晚間新聞》更是通過新聞集團下屬的天空新聞台在英國、愛爾蘭、澳大利亞、新西蘭和意大利播出。

### 加拿大
在加拿大，CBS如同其他主流電視網一樣，是加拿大絕大部分有線電視或衛星電視服務商提供的基本收視頻道。CBS在加拿大播出的節目基本上與美國播出的內容一致。但是如果有加拿大的電視頻道購買了某個節目的播放權與美國同步播出的話，部分有線電視或衛星電視服務商會在這個節目播放的期間將CBS的信號暫時替換為那家購買播放權電視頻道的信號，節目播放結束後恢復CBS的信號，例如CBS的日間遊戲節目《The Price Is Right》，同樣的情況NBC等其他台也適用。同時，一些靠近美加邊境的加拿大居民可以直接通過天線接收CBS節目信號。

### 關島
在關島，CBS電視網節目是通過電視網低功率加盟台KUAM-LP向關島地區播送。娛樂節目或非突發性新聞節目一般會將節目日期與播出日期保持一致，由於關島位於國際日期變更線西側，這就意味著電視網節目在關島地區播出至少延後一天；但是如果是現場節目或重大節目播出時，則播出時間會與美國本土保持一致，這就導致在關島地區收看體育賽事直播一般都在清晨。

### 英國
2009年9月14日，CBS旗下國際業務部門CBS國際製作室與載聞傳媒集團達成合資協議，授權其于2009年期間在英國開播6個CBS品牌的電視頻道。這六個頻道將取代Zone浪漫台、Zone驚悚台、Zone恐怖台、Zone實境台和提供錄像重播服務的Zone恐怖附一台和Zone實境附一台。2009年10月1日，載聞傳媒集團正式宣佈，Zone實境台、Zone實境附一台、Zone浪漫台和Zone驚悚台將在11月16日更名為CBS實境台、CBS實境附一台、CBS戲劇台和CBS動作台。2010年4月5日，Zone恐怖台和Zone恐怖附一台改名為恐怖頻道和恐怖頻道附一台。

### 澳大利亞
在澳大利亞，第十電視網獲得了CBS節目在澳大利亞的播出權，例如：《核爆危机》、《費爾醫生》、《大衛萊曼深夜秀》、《重返犯罪現場》和《数字追凶》都會在第十電視網播出。同時第十電視網還獲得使用《60分鐘》中內容的權利，因為第九電視網買下了《60分鐘》在澳大利亞的版權以製作他們自己的《60分鐘》，所以第十電視網一般是利用《60分鐘》中一些美澳議題製作新聞報道。
2017年11月，第十電視網正式成為CBS的全資子公司。

### 百慕大
百慕大廣播公司（呼號：ZBM-TV）本身即是CBS電視網的加盟會員台，因此它負責CBS節目在百慕大地區的播送。

### 菲律賓
《CBS晚間新聞》在菲律賓可以通過衛星電視QTV收看；《CBS今晨》則可以通過當地的生活電視網觀看；而《大衛萊曼深夜秀》可以通過當地廣播公司旗下的兩個頻道——和觀看。

### 香港
在香港，《CBS晚間新聞》(由亞洲電視播出,現已停播)是和美國本土同步直播，因此香港本地居民要在凌晨收看這檔節目。但是本地的電視網與CBS有一個協議，允許其在12小時后重播《CBS晚間新聞》以填補當地的新聞時段空白。

### 印度
在印度，CBS授權給信實電視聯播網公司開設三條CBS品牌的頻道：Big CBS黃金台、Big CBS娛樂台和Big CBS愛情台。

### 文獻
- Auletta, Ken. . New York: Vintage. 1992. ISBN 0-679-74135-6.
- Bagdikian, Ben H.  6th. Boston: Beacon Press. 2000. ISBN 0-8070-6179-4.
- Barnouw, Erik. . New York: Oxford University Press. 1966. ISBN 978-0-19-500474-8.
- Barnouw, Erik. . New York: Oxford University Press. 1968. ISBN 978-0-19-500475-5.
- Epstein, Edward J. . New York: Random House. 1973. ISBN 0-394-46316-1.
- Goldberg, Bernard. . Washington, D.C.: Regnery. 2002. ISBN 0-89526-190-1.
- Kisseloff, Jeff. . New York: Viking. 1995. ISBN 0-670-86470-6.
- Matusow, Barbara. . New York: Ballantine Books. 1984. ISBN 0-345-31714-9.
- Paley, William. . Garden City, NY: Doubleday. 1979. ISBN 0-385-14639-6.
- Robinson, Michael J. & Sheehan, Margaret. . New York: Russell Sage Foundation. 1983. ISBN 0-87154-722-8.
- Smith, Sally Bedell. . New York: Simon & Schuster. 1990. ISBN 0-671-61735-4.
- 刘建明. . 北京市: 清华大学出版社有限公司. 2003. ISBN 978-730-206-318-6 （中文）.（简体中文）

## 延伸閱讀
- Paper, Lewis J. . 紐約: St. Martin's Press. 1987. ISBN 0-312-00591-1.

## 外部連結
- 官方网站
- YouTube上的CBS頻道